# Quant (Wirtschaft)
In der Wirtschaft bezeichnet der Begriff Quant (von lateinisch quantum, wie groß, wie viel) im Rahmen von Materialwirtschaft (Lagerverwaltungssystemen) eine benennbare Menge eines bestimmten Materials mit gleichen Merkmalen auf einem Lagerplatz.

## Entstehung durch Materialeinlagerung
Ein Lagerverwaltungssystem erzeugt auf einem Lagerplatz einen Quant in folgenden Fällen:
- durch Einlagerung einer Ware auf einem leeren Lagerplatz
- durch Einlagerung einer Ware auf einem nicht leeren Lagerplatz mit anderen Merkmalen als denen des dort bereits befindlichen Quants

## Beispiel
Ein Lagerplatz enthält 100 Stück des Materials X wie folgt:
- Charge 01 = 20 Stück
- Charge 02 = 50 Stück
- Charge 02 = 30 Stück Qualitätsprüfbestand

Es liegen drei Quanten auf diesem Lagerplatz.

## Mischbelegung oder artikelreine Lagerung
In Lagerverwaltungssystemen wird eingestellt, ob auf einem Lagerplatz nur ein Quant gelagert werden darf oder mehrere Quanten gelagert werden dürfen.

## Zweck
Das Verwenden von Quanten dient folgenden Zwecken:
- Chargenrückverfolgung
- Optimierung des Materialflusses
- effiziente Verwaltung von Beständen in Lagerverwaltungen